# Chris Newton
Christopher "Chris" Newton (Middlesbrough, North Yorkshire, 29 de setembre de 1973) va ser un ciclista britànic que va combinar tant la ruta com la pista. Guanyador de tres medalles als Jocs Olímpics, també s'ha proclamat dos cops Campió del món.

## Palmarès en pista
- 2000
  -  Medalla de bronze als Jocs Olímpics de Sydney en Persecució per equips (amb Paul Manning, Bryan Steel i Bradley Wiggins)
- 2002
  -  Campió del món en Puntuació
- 2003
  -  Campió del Regne Unit en Scratch
- 2004
  -  Medalla de plata als Jocs Olímpics d'Atenes en Persecució per equips (amb Paul Manning, Steve Cummings, Rob Hayles, Bradley Wiggins i Bryan Steel)
  -  Campió del Regne Unit en Scratch
  -  Campió del Regne Unit en Puntuació
- 2005
  -  Campió del món en Persecució per equips (amb Steve Cummings, Rob Hayles i Paul Manning)
- 2006
  - Medalla d'or als Jocs de la Commonwealth en Persecució per equips (amb Steve Cummings, Rob Hayles i Paul Manning)
  -  Campió del Regne Unit en Scratch
  -  Campió del Regne Unit en Persecució per equips
- 2007
  -  Campió del Regne Unit en Puntuació
- 2008
  -  Medalla de bronze als Jocs Olímpics de Pequín en Puntuació
  -  Campió del Regne Unit en Scratch
  -  Campió del Regne Unit en Puntuació
- 2009
  -  Campió del Regne Unit en Scratch
  -  Campió del Regne Unit en Puntuació

### Resultats a laCopa del Món
- 2004
  - 1r a Manchester, en Persecució per equips
- 2004-2005
  - 1r a Manchester, en Persecució per equips
- 2006-2007
  - 1r a Moscou, en Persecució per equips
- 2007-2008
  - 1r a la Classificació general, en Puntuació
  - 1r a Sydney, en Persecució per equips
- 2008-2009
  - 1r a la Classificació general i a les proves de Pequín i Manchester, en Puntuació
  - 1r a Copenhaguen, en Persecució per equips
- 2009-2010
  - 1r a Manchester, en Puntuació

## Palmarès en ruta
- 1995
  - 1r a l'Archer Grand Prix
- 1997
  - 1r al Tour del llac Léman
- 1999
  -  Campió del Regne Unit en contrarellotge
- 2000
  -  Campió del Regne Unit en contrarellotge
  - 1r al Gran Premi Criquielion (Beyne-Heusay)
  - Vencedor de 2 etapes a l'Olympia's Tour
  - 1r al Internationale Wielertrofee Jong Maar Moedig
- 2001
  - Vencedor d'una etapa a la Cinturó a Mallorca
  - 1r al Circuit des Mines i vencedor d'una etapa
- 2002
  - Vencedor de 3 etapes al FBD Insurance Rás
  - Vencedor d'una etapa al Circuit des Mines
  - Vencedor d'una etapa a la Ytong Bohemia Tour
  - 1r al Tour de la Manche
- 2003
  - 1r a la FBD Insurance Rás i vencedor d'una etapa
- 2005
  -  Campió del Regne Unit en contrarellotge per equips
  - 1r a la FBD Insurance Rás i vencedor de 3 etapes
- 2006
  - Vencedor de 2 etapes al FBD Insurance Rás
  - Vencedor d'una etapa als Boucles de la Mayenne
- 2008
  - Vencedor d'una etapa al FBD Insurance Rás
- 2010
  - 1r a la Beaumont Trophy